# Campionato italiano a squadre di calcio da tavolo 1986-1987
Voce principale: Campionato italiano di calcio da tavolo.
Al  campionato italiano di calcio da tavolo a squadre 1986-1987 organizzata dall'AICIMS parteciparono 19 squadre . La fase finale fu’ organizzata a Genova.

## Risultati

### Girone A
GIORNATA 1
Bossico Milano – La Mole Torino 3 – 2
Warriors Torino – Genova 0 - 5
GIORNATA 2
Warriors Torino – Bossico Milano 1 – 3
La Mole Torino – Bottini Genova 4 - 1
GIORNATA 3
Bossico Milano – Bottini Genova 3 – 0
Genova – La Mole Torino 4 - 1
GIORNATA 4
Genova – Bossico Milano 3 – 1
Bottini Genova – Warriors Torino 3 - 1
GIORNATA 5
La Mole Torino – Warriors Torino 3 – 1
Bottini Genova – Genova 1 - 3

### Girone B
GIORNATA 1
Alarm Trieste – Jaegermeister Mestre 2 – 3
Serenissima Mestre – F.lli Pesaro Bologna 3 - 1
GIORNATA 2
Alarm Trieste – Serenissima Mestre 4 – 1
F.lli Pesaro Bologna – Jaegermeister Mestre 2 - 1
GIORNATA 3
Jaegermeister Mestre – Serenissima Mestre 0 – 1
F.lli Pesaro Bologna – Alarm Trieste 4 - 1

### Girone C
GIORNATA 1
Alamas Roma – Latina 3 – 1
Mars Palermo - Sardinia Cagliari
GIORNATA 2
Latina – Il Giocattolo Palermo 3 – 1
Mars Palermo – Almas Roma 4 - 1
GIORNATA 3
Almas Roma – Sardinia Cagliari 3 – 2
Il Giocattolo Palermo – Mars Palermo 1 - 4
GIORNATA 4
Il Giocattolo Palermo – Almas Roma 1 – 1
Sardinia Cagliari  – Latina 4 - 0
GIORNATA 5
Latina-Palermo 2-2
Sardinia Cagliari-Giocattolo Palermo 2-2

### Girone D
GIORNATA 1
Reichelbrau Bari – Perugia 2 – 3
Adriatico Pescara – F.lli Laterza Bari 2 – 1
Ascoli – Chicolandia Chieti 3 - 2
GIORNATA 2
Perugia – Adriatico Pescara 3 – 2
F.lli Laterza Bari – Ascoli 3 – 1
Chicolandia Chieti – Reichelbrau Bari 2 - 3
GIORNATA 3
Reichelbrau Bari – Ascoli 5 – 0
Adriatico Pescara – Chicolandia Chieti 4 – 0
F.lli Laterza Bari – Perugia 1 – 3
GIORNATA 4
Adriatico Pescara – Reichelbrau Bari 1 – 2
Ascoli – Perugia 1 – 3
Chicolandia Chieti – F.lli Laterza Bari 2 – 2
GIORNATA 5
Reichelbrau Bari – F.lli La Terza Bari 4 – 1
Perugia – Chicolandia Chieti 4 – 0
Ascoli – Adriatico Pescara 1 – 3

### Ottavi
- La Mole Torino - F.lli Pesaro Bologna 2 - 3;
- Bossico Milano  - Serenissima  Mestre 3 - 2;
- Almas Roma - Reichelbrau Bari 3 - 2;
- Adriatico Pescara  - Cagliari 5 - 0 (forfait);

### Quarti
- S.C. Genova - F.lli Pesaro Bologna 3 - 2;
- Bossico Milano - Serenissima Mestre  3 - 1;
- Mars Palermo  - Almas Roma 3-2;
- ACS  Perugia - Adriatico Pescara 3-1

### Semifinali
- Bossico Milano  -ACS Perugia 1 -3 / 1 - 3
- Genova - Mars Palermo  3 - 1 / 2 - 2

### Finale
- S. C. Genova - A.C.S. Perugia 2 - 3 dopo spareggio

|  | S.C. Genova    | A.C.S. Perugia       | 2 - 2 |
|  | -------------- | -------------------- | ----- |
|  | Massino Davide | De Francesco Stefano | 2 - 1 |
|  | Zappino Paolo  | Belloni Fabio        | 1 - 1 |
|  | Malvaso Fabio  | Patruno Francesco    | 0 - 1 |
|  | Zappino Paolo  | De Francesco Stefano | 2 - 3 |
|  | Massino Davide | Belloni Fabio        | 2 - 1 |

Spareggio Massimo Davide-De Francesco Stefano 1 - 2